# Tykwa pospolita

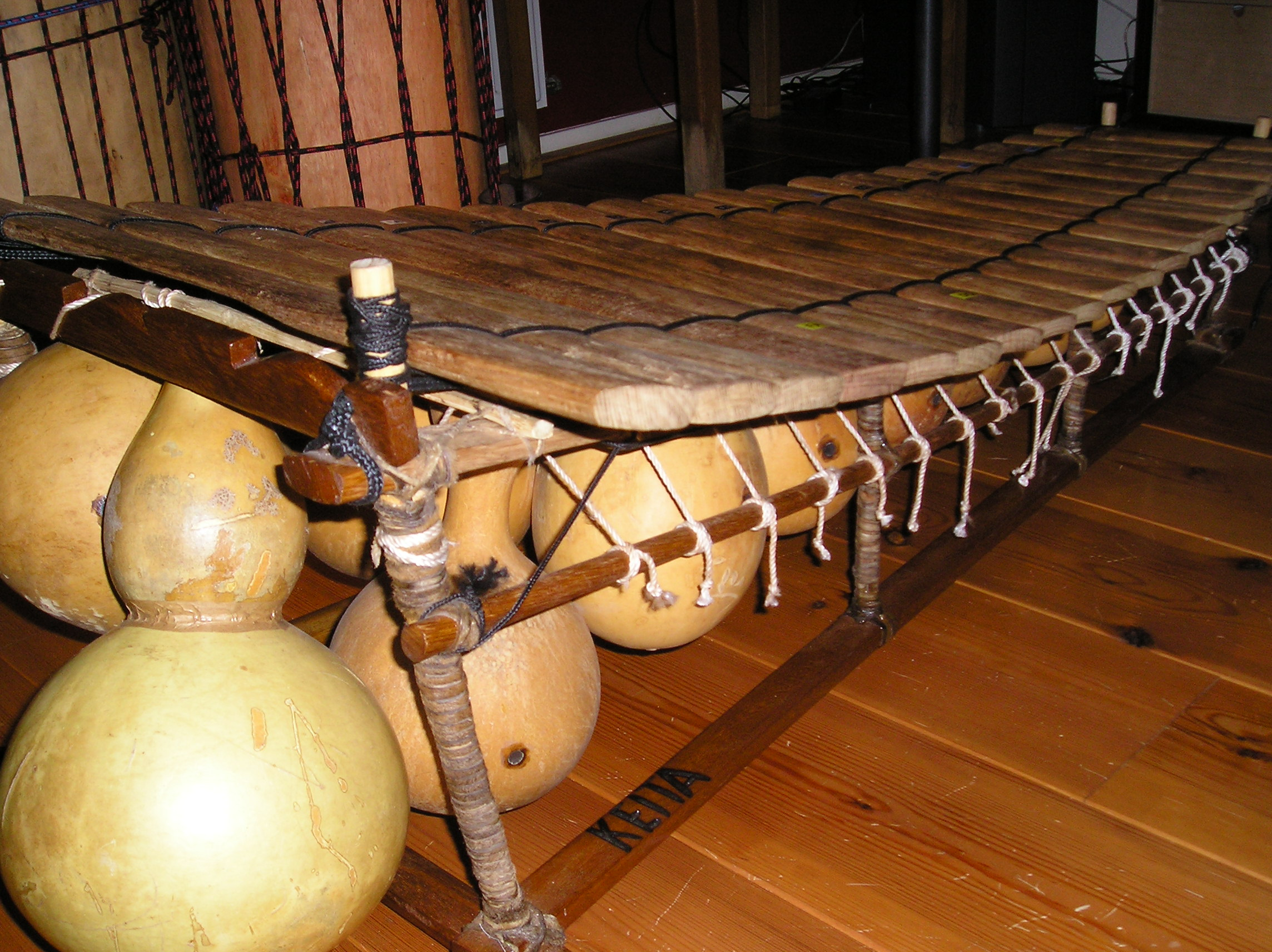
Balafon – instrument zachodnioafrykański

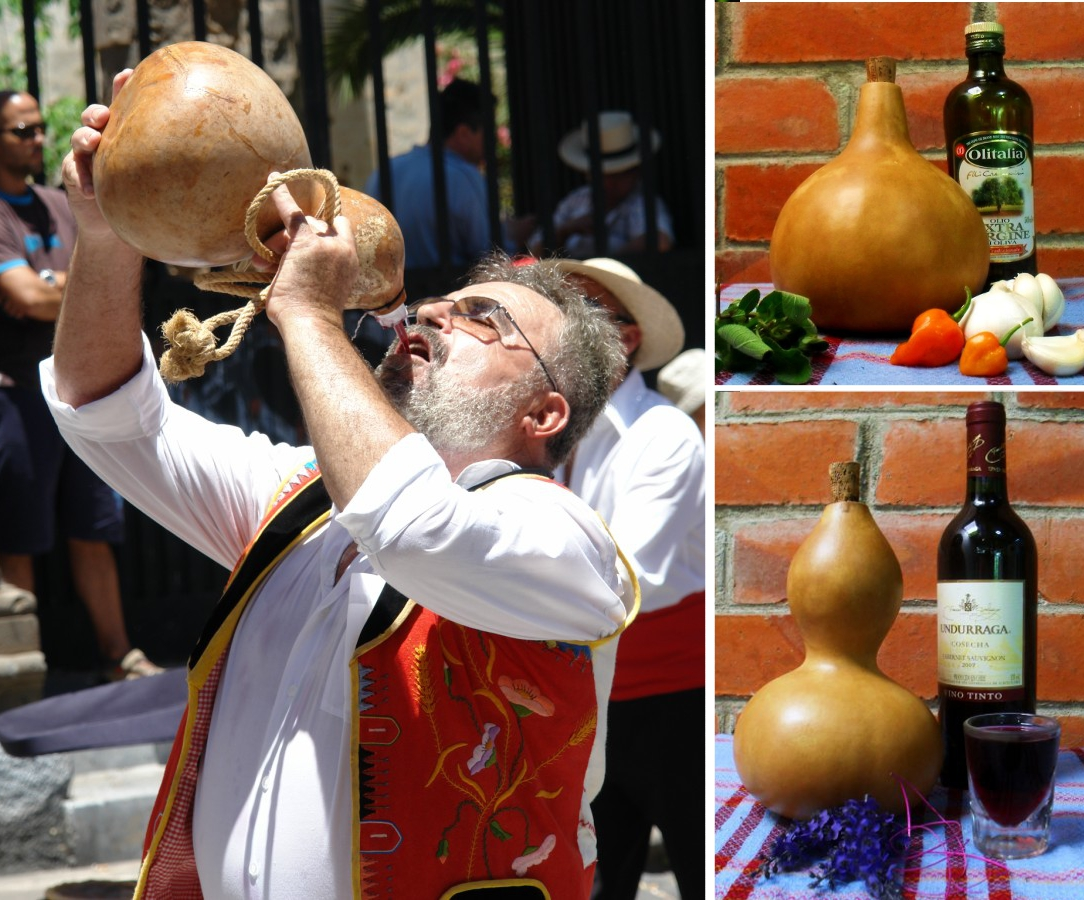
Naczynia z tykwy (kalebasy)

Tykwa pospolita, kalebasa (Lagenaria siceraria (Molina) Standl.) – gatunek jednorocznych, pnących roślin tropikalnych z rodziny dyniowatych (Cucurbitaceae).

## Rozmieszczenie geograficzne
Gatunek pochodzi z Afryki, z Zimbabwe, ale rozprzestrzenił się szeroko na obszarach o klimacie tropikalnym, w tropikach jest też powszechnie uprawiany. Obecnie występuje nie tylko w Afryce, ale również w Azji i obydwu Amerykach. Do Ameryki owoce tykwy zawędrowały niesione przez prądy morskie, a jej nasiona nie tracą w morskiej wodzie zdolności kiełkowania przez wiele miesięcy. Być może przeniesienie tykwy do Ameryk nastąpiło jednak przez zasiedlających je ludzi. Ocenia się, że miało to miejsce ok. 10 tysięcy lat temu.

## Morfologia
ŁodygaPędy rośliny dochodzą do 5 m długości, są grube, kruche, podłużnie bruzdowate i miękko owłosione. Na pędach występują podwójne wąsy czepne.
LiścieOkrągławe lub nerkowate, o długości i szerokości do 40 cm, krótko i miękko owłosione. Brzegi drobno ząbkowane, niekiedy 3-7-klapowane, o zaokrąglonych płatach.
KwiatyRozdzielnopłciowe, korona lejkowata, biała, pomarszczona i owłosiona. Płatki korony kremowe lub jasnożółte, owalne, o długości do 45 mm.
OwoceZdrewniałe jasnozielone jagody osiągające długość do 80 cm i szerokość do 20 cm. Są jajowate lub cylindryczne z przewężeniem w środku, lub mają kształt kolby. Za młodu są zielone i gęsto owłosione, dojrzałe stają się żółte lub brązowe i nagie. Miąższ zawiera liczne spłaszczone nasiona osadzone w gąbczastej masie. Po wysuszeniu owoc składa się z grubej skorupy i nasion, jego wnętrze jest puste. Nasiona są płaskie, mają długość 7-20 mm.

## Biologia i ekologia
Roślina jednoroczna, pnącze. Liście i pędy po roztarciu  wydzielają charakterystyczny aromat, wydzielany przez dwa małe gruczoły występujące u nasady liści. Kwiaty otwierają się dopiero wieczorem i szybko więdną. Owoce mogą miesiącami dryfować po morzu, nie tracąc zdolności do kiełkowania.
W Afryce tykwa pospolita rośnie głównie na glebie piaszczystej i na czerwonych glinach, na terenach płaskich i na umiarkowanych stokach, na skalistych grzbietach, na brzegach rzek oraz w suchych miejscach koryt rzecznych, na siedliskach ruderalnych, w pobliżu dróg, często w cieniu. Jest  powszechna w nadrzecznych zaroślach, ale także w lasach i sawannach  z  takimi gatunkami roślin, jak: Acacia, Colophospermum mopane, Faidherbia albida i Phragmites. Można ją również znaleźć na polach uprawnych sorga i kukurydzy.

## Znaczenie
- Jedna z najstarszych roślin uprawnych. Według M. Nowińskiego w Indiach i Afryce  uprawiana była już 12 tys. lat temu[7].  Znana była w Egipcie 3000 lat p.n.e.[8].
- Miąższ młodych owoców jest jadalny, spożywany jako warzywo[9], wykorzystywany w postaci marynowanych pasków jako dodatek do sushi (kanpyo)[10]. Niektóre okazy mają jednak miąższ gorzki – te uważane są za trujące[5].
- M. Zohary, jeden z badaczy roślin biblijnych uważa, że podana w Księdze Jozuego (15,37-38) nazwa miasta Dilan pochodzi od hebrajskiego słowa dela'aţ oznaczającego kalebasę[7].
- Skorupa dojrzałych owoców drewnieje i po wysuszeniu staje się nieprzepuszczalna dla płynów. Z wydrążonych dojrzałych owoców sporządza się naczynia do gospodarstwa domowego zwane kalebasami. Czasami na wewnętrznej stronie skorupy, przed jej stwardnięciem odciskano ozdobnymi formami wzorki, zdobiące później kalebasy[7].
- Z owoców tykwy wykonuje się do dzisiaj wiele rodzajów instrumentów muzycznych[5].
- Aż do roku 1980 w RPA uprawiano na plantacjach tykwy, z których sporządzano fajki, eksportowane za granicę. Były one szczególnie popularne w czasie II wojny burskiej[5].
- W medycynie ludowej liście, owoce i nasiona były w różnych krajach używane jako środek przeciwko robakom, środek przeczyszczający, a nawet jako lekarstwo na ból głowy[5]
- Na Nowej Gwinei wykonuje się z owoców koteki, zdobione osłony na penisa[8].